# モリヤ (聖書)
モリヤ（英語：Moriah、ヘブライ語：מוריה）は旧約聖書に登場する地名。ヘブライ語で「ヤハウェが見る」という意味。「モリヤ」という表記は新改訳聖書や新共同訳聖書にみられるもので、口語訳聖書では「モリア」となっている。今日のエルサレムの付近にあったと言われている。

## 聖書
聖書本文では、『創世記』22章2節と『歴代誌下』3章1節の二箇所に記述がある。『創世記』では神がアブラハムに息子イサクを「モリヤの地」に連れてくるよう命じている。神が命じた山の上で息子を犠牲にするよう、アブラハムに求める場面である。アブラハムはモリヤ山を「ヤハウェ・イルエ（ヤハウェがそなえる）」と名付けた。『歴代誌下』ではソロモン王が「エルサレムのモリヤ山」で神殿の建築を始めている。この一節によれば、モリヤ山はソロモンの父ダビデの前に神が現れた場所でもある。
モリヤはベエル・シェバから歩いて3日ほどの道のりにあった。

## 伝承
ユダヤ人の伝承では、ソロモン王が神殿を建てたエルサレムのシオン山がモリヤであるとされている。歴代誌では、「エルサレムのモリヤ山上」と言われている。さらに、アブラハムがイサクをささげようとしたのが、オルナンの打ち場だと言われ、今日、「聖岩」といわれているものが存在する。イスラム教徒は、この聖岩を「アブラハムの場所」と呼んだ。
サマリア五書では、モリヤを「モレ」として、「シェケムの場、モレの樫の木」と結びつけている。そして、シェケムの南側のゲリジム山を「モリヤ」と見なしている。
ウルガタ訳は「モリヤの地」を「幻の地」と訳し、七十人訳は「エモリ人の地」と訳する。